# Comuna Trepivka, Znameanka
Trepivka (în ucraineană Трепівка) este o comună în raionul Znameanka, regiunea Kirovohrad, Ucraina, formată din satele Dolîno-Kameanka, Kopani, Novotrepivka, Spaso-Majarivka, Topîlo, Trepivka (reședința) și Zelenîi Hai.

## Demografie
Componența lingvistică a comunei Trepivka
     Ucraineană (95,78%)
     Rusă (2,98%)
     Alte limbi (1,09%)
Conform recensământului din 2001, majoritatea populației comunei Trepivka era vorbitoare de ucraineană (95,78%), existând în minoritate și vorbitori de rusă (2,98%).